# Olivier Giran
Olivier Giran (Sèvres, 14 september 1920 – Angers, 16 april 1942) was een Franse verzetsstrijder tijdens de Tweede Wereldoorlog.
Als lid van de verzetskring Réseau AGIR van Michel Hollard was hij actief in inlichtingenwerk. Ook vergezelde hij vele vluchtelingen naar Zwitserland. Op 30 maart 1942 werd Giran, na verraad, door de Gestapo gearresteerd. Op 16 april 1942 werd hij in Angers gefusilleerd. 
Hij was een zoon van predikant Etienne Albert Giran, die eveneens als verzetsstrijder de dood vond. Brieven, die hij uit de gevangenis aan zijn ouders schreef, zijn uitgegeven onder de titel Lettres de prison.
Olivier Giran ligt begraven op de cimetière de l'Est van Angers, samen met vijf andere jonge verzetsstrijders.

## Eerbewijzen
- Bij Koninklijk Besluit van 20 mei 1950, nr. 5, verleende de Nederlandse regering Olivier Giran het Verzetskruis.[1]
- In Frankrijk werd hem postuum de Nationale orde van het Legioen van Eer (Frans: "Ordre national de la Légion d'honneur") toegekend.[1]
- In Angers is een plein naar hem genoemd.

H.J. van Aalderen
· P. van As
· M. Assies
· J.J. Barendsen
· J.A. Beekman
· H.D.J. Beernink
· L.R. Beijnen
· C.J. van den Berg-van der Vlis
· L.A. Bleys
· G. de Boer
· A.A. Bontekoe
· E.J. Bosch ridder van Rosenthal
· D.A. van den Bosch
· I.J. van den Bosch
· J.H. Bosch
· J.C.J. baron Brantsen
· A.L. Charroin
· F.G.M. Conijn
· M. Crans
· R.J. Dam
· F. Datema
· K.H. Derkzen van Angeren
· H. Dienske
· J.L.G. Doornik
· V. Dreyfus
· N. Dupont
· F. Duwaer
· S. Esmeijer
· G.H. Gelder
· J. Gelderman
· W.J. Gertenbach
· E.A. Giran
· O. Giran
· C.H. de Groot
· P.G.S. Guermonprez
· A. Hahn
· W. van Hall
· J.C.H.F. van Hanxleden Houwert
· Th.W.L. baron van Heemstra
· J.J. Hendrikx
· J.L. Hesselberg
· W.J. Heukels
· I. van der Horst
· J. ter Horst
· H.P. Hos
· J.F.H.M. baron van Hövell van Wezeveld en Westerflier
· B. IJzerdraat
· L. Jansen
· A. Kalter
· G.W. Kastein
· A. Keuter
· T.J. Kroeze
· D.M.R.H. Kroon
· H.Th. Kuipers-Rietberg
· A. Meerwaldt
· J.A.A. Mekel
· J.D. van Melle
· D.C.B. Mesritz
· M.-L.C. Meunier
· J.J. Mohr
· J.L. Moonen
· A.C. Nagtegaal
· F. Nieuwenhuijsen
· B. Oosthoek
· J. Oranje
· T. Pannekoek
· J. Post
· A.J. Rozeman
· V.H. Rutgers
· F.R. Ruys
· W. Santema
· J.J. Schaft
· Jhr. J. Schimmelpenninck
· R.L.A. Schoemaker
· G. Schoonman
· W.P. Speelman
· M. van der Stoep
· B.M. Telders
· A.O.H. Tellegen
· O.R. Thomsen
· G. Tieman
· T.W. de Tourton Bruijns
· L.M. Valstar
· G.J. van der Veen
· D. Verloop
· M.A.E. Verspyck
· P.M.R. Versteegh
· C. Vlot
· G. Weidner
· J.H. Westerveld
· H.B. Wiardi Beckman
· J.W. Wildschut
· J.R.E. Wüthrich
· L. Zwanenburg
· Onbekende Joodse soldaat